# Мејли
У нордијској митологији, Мејли (старонор. "шармантан") је Бог, син Одина и брат Бога Тора. Осим сродства са Одином и Тором, не постоје више информација о овом божанству. 